# Tsead Bruinja

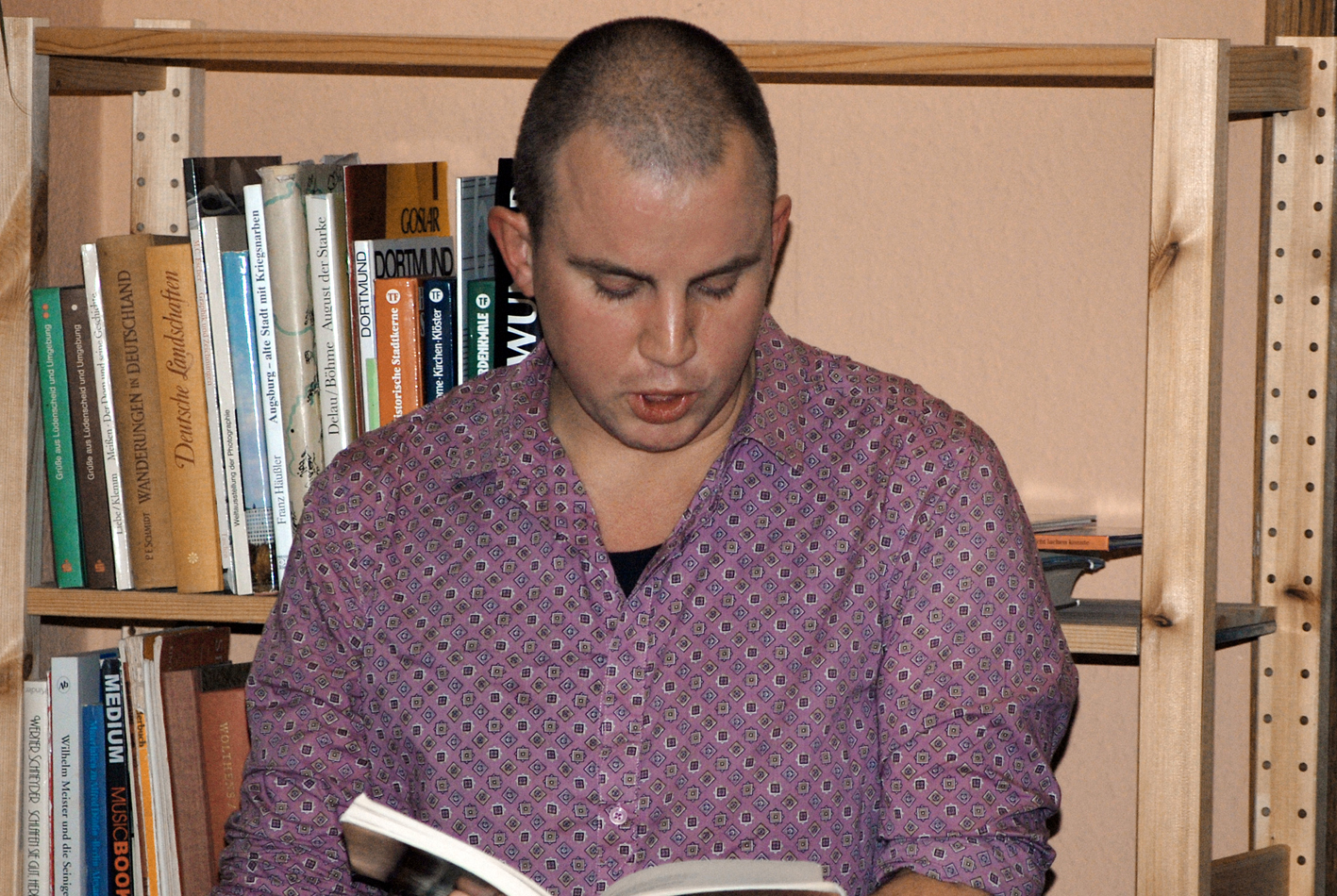
Bruinja beim LesArt.Festival 2010 in Dortmund

Tsead Bruinja (* 17. Juli 1974 in Rinsumageest, Gemeinde Dantumadiel) ist ein niederländischer  Lyriker, der in niederländischer und westfriesischer Sprache schreibt.

## Leben
Bruinja studierte Anglistik in Groningen. Er schreibt niederländische und friesische Lyrik, die er in verschiedenen Zeitschriften und in Anthologien publiziert. Seine zwei ersten niederländischen Bücher veröffentlichte er im Selbstverlag (Vreemdgaan, 1998, und – mit anderen Autoren – Startschot, 1999). Für seine friesischen Gedichte unter dem Titel de wizers yn it read fand er im Jahr 2000 einen Verlag. Sein Gedichtband Dat het zo hoorde wurde für den Jo Peters Poëzieprijs nominiert. In Groningen erhielt er mit der Gruppe Gewassen 2002 das Hendrik-de-Vries-Stipendium.

## Werke (Auswahl)
- 1999: Startschot, zusammen mit Daniël Dee, Petra Else Jekel en Ramona Maramis.
- 2000: De wizers yn it read. Uitgeverij Bornmeer.
- 2001: De man dy't rinne moat. Uitgeverij Bornmeer.
- 2003: Gegrommel fan satyn (Gegrommel van satijn). Uitgeverij Bornmeer.
- 2004: Kutgedichten, zusammen mit Daniël Dee. Uitgeverij Passage.
- 2008: De geboorte van het zwarte paard (Nederlands/Fries). Uitgeverij Cossee
- 2010: Overwoekerd. Uitgeverij Cossee[1]